# Nyctopais mysteriosus
Nyctopais mysteriosus es una especie de escarabajo longicornio del género Nyctopais, tribu Tragocephalini, orden Coleoptera. Fue descrita por Thomson en 1858.

## Descripción
Mide 12-19,5 mm de longitud.

## Distribución
Se distribuye por Camerún, Gabón, Guinea Ecuatorial, República Centroafricana, República Democrática del Congo y República del Congo.